# シュッコンカスミソウ
シュッコンカスミソウ（宿根カスミソウ、Gypsophila paniculata）は、ナデシコ科の植物。仏花用などに切り花が生産されるほか、花壇用などとして栽培される。カスミソウ属の中でもっとも商業生産量の多い植物である。コゴメナデシコ、ハナイトナデシコという和名もある。

## 特徴
原産は地中海沿岸、中央アジア、シベリア。花色は白で、岐散花序を形成し、一つの花茎に数千の小花をつける。
日長が長いほど開花が促進される長日植物で、短日条件では開花が抑制される。25度以上の高温にさらされた後、一定時間低温に遭遇することでロゼット化が誘導される。

## 利害
切り花や花壇用に栽培・生産される。開花調節技術が確立されており、周年供給が可能である。日本では1975年ごろから需要が拡大し、急速に生産量が増加した。挿し芽による栽培が一般的である。日本では熊本県で生産量が多い。